# I'd Like A Virgin
I'd Like a Virgin es el tercer álbum de Richard Cheese, realizado el 20 de abril de 2004, editado bajo el sello Ideatown. El nombre del álbum, y el arte de tapa son una parodia al disco de Madonna de 1984, Like a Virgin.

## Lista de canciones
1. "Gin and Juice" (Snoop Doggy Dogg) – 2:23
2. "Yellow" (Coldplay) – 1:29
3. "Girls, Girls, Girls" (Mötley Crüe) – 1:58
4. "Are You Gonna Be My Girl?" (Jet) – 2:22
5. "Message from the Other Dick" (con la aparición de Dick Clark)[Parodia] - 0:13
6. "Butterfly" (Crazy Town) – 1:43
7. "Hey Ya!" (OutKast) – 1:54
8. "Beat It" (Michael Jackson) – 2:09
9. "Milkshake" (Kelis) - 0:48
10. "Dick in Las Vegas" / "Broken Wings" (Mr. Mister) (Live) – 1:49
11. "Personal Jesus" (Depeche Mode) – 1:43
12. "Material Girl" (Madonna) – 2:02
13. "Richard Cheese on NBC's Last Call with Carson Daly" – 1:34
14. "War Ensemble" (Slayer) – 1:52
15. "Stand Up" (Ludacris) – 1:52
16. "Song Request" (Live) – 1:02
17. "Feeling This" (blink-182) – 1:46
18. "99 Luftballons" (Nena) - 0:54
19. "Rock the Casbah" (The Clash) – 1:20
20. "Longview" (Green Day) – 2:08
21. "The Tiger Story" / "Pussy" (Lords of Acid) (Live) – 3:20
22. "Richard Cheese Radio Announcement" - 0:22
23. "Hidden Track" – 1:31

- Datos: Q4185407